# Сабіна Госсенфельдер
Сабіна Госсенфельдер (нім. Sabine Hossenfelder; нар. 18 вересня 1976) — німецька фізикиня-теоретикиня, наукова комунікаторка, авторка, музикантка і користувачка YouTube. Авторка книжки «Загублені в математиці: як краса вводить фізику в оману», в якій досліджується концепція елегантності у фундаментальній фізиці та космології, а також книги «Екзистенціальна фізика: путівник для вчених із найбільших питань життя».

## Молодість і освіта
Сабіна Госсенфельдер народилася у Франкфурті-на-Майні, Західна Німеччина, у 1976 році. У 1997 році вона отримала ступінь бакалавра з математики в Університеті Йоганна Вольфганга Гете у Франкфурті-на-Майні. У 2004 році вона отримала ступінь доктора філософії з теоретичної фізики в тому ж навчальному закладі, захистивши дисертацію під назвою «Schwarze Löcher in Extra-Dimensionen: Eigenschaften und Nachweis».

## Дослідження
Госсенфельдер залишалась в Німеччині до 2004 року як науковий співробітник у Центрі дослідження важких іонів імені Гельмгольца GSI у Дармштадті. Згодом вона працювала науковим співробітником в Університеті Аризони, Тусон, Університеті Каліфорнії, Санта-Барбара, а пізніше в Інституті «Периметр», Канада. У 2009 році вона стала доцентом Північного інституту теоретичної фізики у Швеції. З 2015 по 2022 рік вона працювала у Франкфуртському інституті перспективних досліджень.

## Внесок до суспільства та наукові досягнення
Госсенфельдер — незалежний науково-популярний письменник, який веде блог з 2006 року Вона веде колонку Forbes «Starts with a Bang», а також Quanta Magazine, New Scientist, Nature Physics, Scientific American, Nautilus Quarterly та Physics Today.
Її книга 2018 року «Загублені в математиці» була також опублікована німецькою мовою під назвою «Потворний всесвіт» (нім. Das hässliche Universum). Госсенфельдер стверджує, що Всесвіт (і його модель частинок) заплутаний і що його не можна описати математично красивою теорією великого об'єднання.
Наразі вона веде однойменний канал YouTube (який має підзаголовок «Наука без пустощів»). Госсенфельдер також веде YouTube-канал для музики, яку вона створює та записує.
У серпні 2022 року Госсенфельдер випустила книгу під назвою «Екзистенціальна фізика: путівник для вчених із найбільших питань життя», опубліковану Viking Press.

## Особисте життя
Вийшла заміж за Стефана Шерера в 2006 році. У них є дочки-близнючки 2010 року народження.

## Вибрані видання
- Lost in Math: How Beauty Leads Physics Astray. Basic Books, 2018.
- Екзистенціальна фізика: путівник для вчених із найбільших питань життя. Viking Press, 2022.